# Karol Szymanowski
Karol Maciej Szymanowski (Tymošivka, 6 ottobre 1882 – Losanna, 29 marzo 1937) è stato un compositore e pianista polacco.

## Biografia
Szymanowski nacque a Tymošivka, villaggio polacco facente parte dell'Impero Russo e oggi appartenente all'Ucraina, in una famiglia di ricchi proprietari terrieri. La sua infanzia e la sua prima giovinezza, seppure serene, furono segnate dalla tubercolosi, malattia alla quale riuscì a sopravvivere, ma che condizionò pesantemente la sua salute e che, assieme al disordinato stile di vita assunto da adulto, fu tra le cause della sua morte prematura.
Come molti rampolli dell'aristocrazia terriera Szymanowski affrontò i primi anni di studio privatamente, seguito da precettori, allo studio della musica fu invece avviato dal padre che gli insegnò i primi rudimenti di tecnica pianistica e armonia, poté quindi avere una regolare formazione musicale, frequentando a partire dal 1892 la Scuola di Musica di Gustav Neuhaus a Elizawetgrad e, dal 1901, le lezioni del Conservatorio di Stato di Varsavia.
Una volta diplomato Szymanowski alternò l'insegnamento accademico al Conservatorio, del quale fu anche direttore tra il 1926 e il 1930, ai viaggi e agli impegni di musicista. Le opportunità nel campo della musica in Polonia erano abbastanza limitate all'epoca, così Szymanowski viaggiò intensamente e per lunghi periodi in tutta Europa, Nordafrica, Medio Oriente e Stati Uniti d'America. Questi viaggi, in particolare quelli nell'area mediterranea, fornirono molta ispirazione al grande musicista polacco, che ne ricavò materiale ritmico e melodico per le sue composizioni, nonché (da un suo soggiorno siciliano) l'ambientazione del suo capolavoro teatrale: il dramma lirico "Król Roger" (Re Ruggero). Uomo brillante e coltissimo, con interessi culturali vasti ed eterogenei (letteratura, poesia, arti visive) Szymanowski aveva una personalità complessa, contrassegnata dalla sensibilità acutissima e a tratti morbosa (in un Paese contadino e impregnato di tradizionalismo cattolico come la Polonia dei primi decenni del XX secolo) che finì con l'esacerbare questi suoi tratti caratteriali per cui fin dall'adolescenza, il compositore fu colpito dal manifestarsi ricorrente di una sindrome depressiva, i cui sintomi egli cercò di alleviare ricorrendo agli alcolici e alle droghe. Furono proprio l'alcolismo e la dipendenza dalla cocaina che compromisero definitivamente la sua salute, conducendolo alla morte, avvenuta per cancro alla laringe in un sanatorio di Losanna, all'età di cinquantaquattro anni.
Szymanowski fu influenzato dalla musica di Richard Strauss, Max Reger, Aleksandr Skrjabin e dall'impressionismo di Claude Debussy e Maurice Ravel. Trasse anche molta ispirazione dalle opere del connazionale Fryderyk Chopin e dalla musica popolare polacca e, come Chopin, scrisse numerose mazurche per pianoforte.

A partire dagli anni '20 fu poi particolarmente influenzato dalla musica folklorica dei montanari polacchi, che scoprì a Zakopane, nella regione montuosa delle Tatra, scrivendo persino un articolo intitolato Sulla musica Górale (dei montanari polacchi), in cui afferma (p. 97): :
Secondo Jim Samson (1977, pag. 200), viene «suonata su due violini ed un basso a corda» ed «ha caratteristiche straordinariamente "esotiche", molto dissonanti e con effetti eterofonici affascinanti».

## Opere
Tra le opere orchestrali più famose di Karol Szymanowski ci sono quattro sinfonie (n. 3, Canzone della notte, con coro e solisti vocali; e n. 4 Sinfonia concertante, con piano solista) e due concerti per violino.
Le sue opere teatrali includono il balletto Harnasie e le opere liriche Hagith e Re Ruggero.
Nel 1911 avvenne la prima esecuzione assoluta nel Teatr Wielki di Varsavia della sua Sonata n. 2 op. 21 in la minore per pianoforte con Arthur Rubinstein.
Scrisse molta musica per pianoforte, compresi quattro Studi, op. 4 (dei quali il n. 3 potrebbe essere il suo singolo più noto), molte mazurche e le sue Métopes.
Altre opere comprendono i Tre miti per violino e pianoforte, un buon numero di canzoni (alcune su testi di James Joyce) ed il suo Stabat Mater (1926) per soli, coro e orchestra.
Secondo Samson (pag. 131),
«Szymanowski non adottò alternative estreme all'organizzazione tonale [...] le tensioni e i rilassamenti armonici e la fraseologia melodica hanno chiare origini nella procedura tonale, ma [...] un'impalcatura tonale è stata quasi o completamente dissipata».

## Vita privata

La casa di Karol Szymanowski a Zakopane.

Tra i frutti dei viaggi di Szymanowski appaiono non solo opere musicali, ma anche incontri e ispirazioni, che gli permisero di scrivere il suo romanzo Efebos, che aveva l'amore greco come soggetto e caratterizzato da tematiche in parte di tipo erotico, il cui manoscritto originale andò perduto in un incendio nel 1939. Del romanzo, abbastanza vasto, è sopravvissuta la parte centrale, che era stata tradotta in russo dallo stesso autore per essere donata, nel 1919, al suo intimo amico Boris Kochno, allora quindicenne.

Di quest'opera Szymanowski ha detto: 
 Il testo è consultabile in una traduzione tedesca come Das Gastmahl. Ein Kapitel aus dem verlorenen Roman Ephebos, Berlino 1993 (Il Simposio: un capitolo dal romanzo perduto Ephebos.

## Opere musicali
- 4 sinfonie
- Ouverture concerto per orchestra
- 2 concerti per violino
- Miti, Notturno e Tarantella per violino e pianoforte
- 2 quartetti per archi
- 3 sonate per pianoforte
- Stabat Mater per solisti, coro ed orchestra
- 9 preludi per pianoforte